# Francis Rattenbury

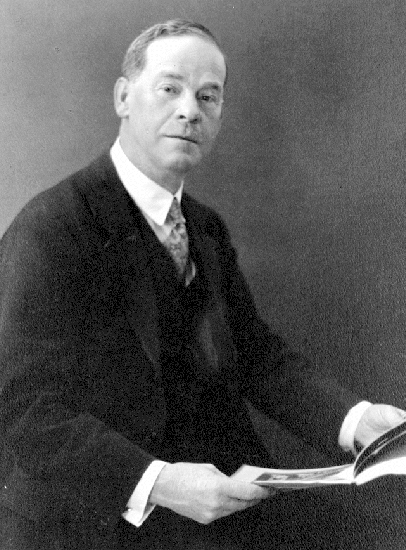
Francis Rattenbury, 1924

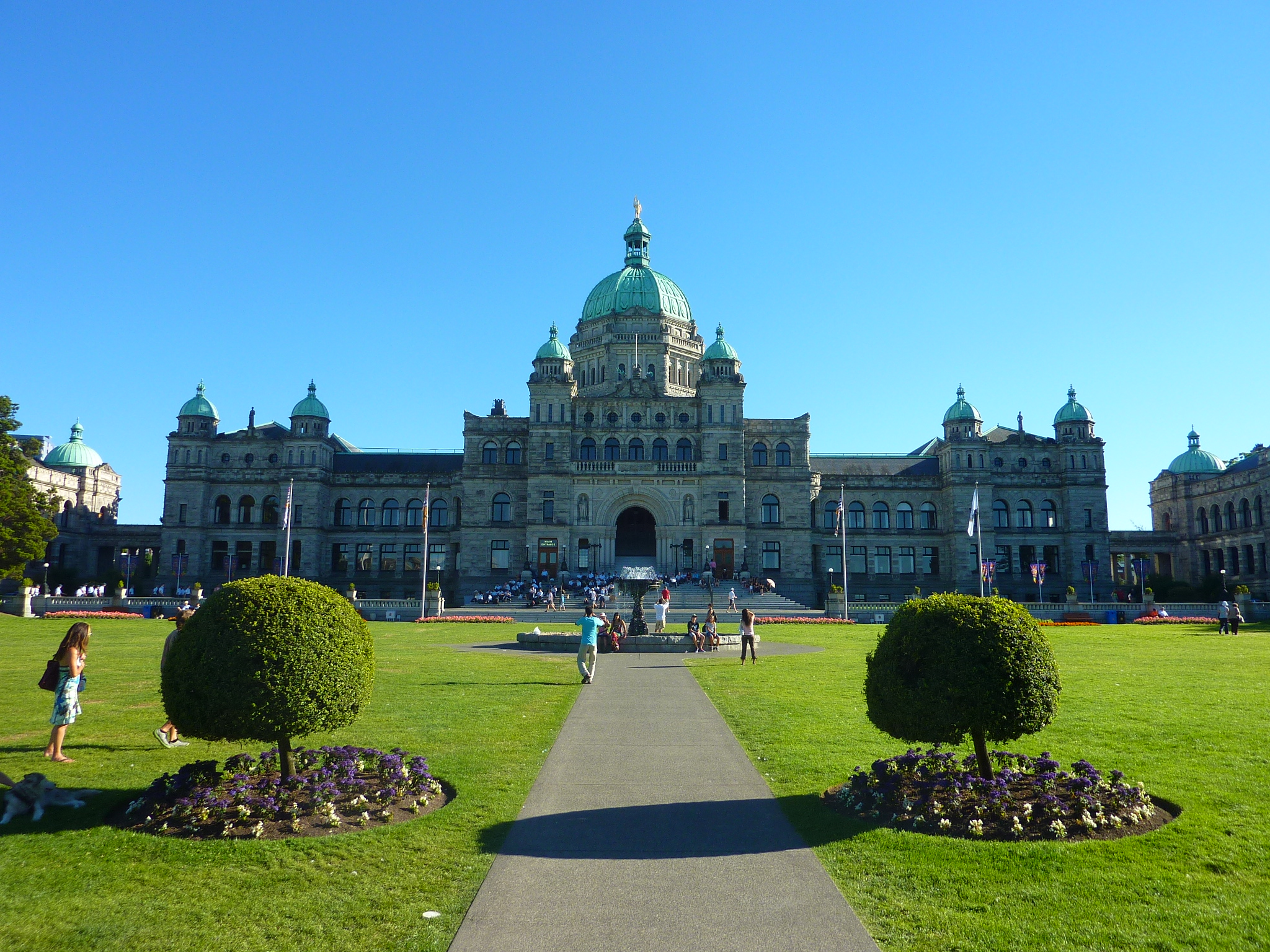
Parlamentsgebäude in Victoria

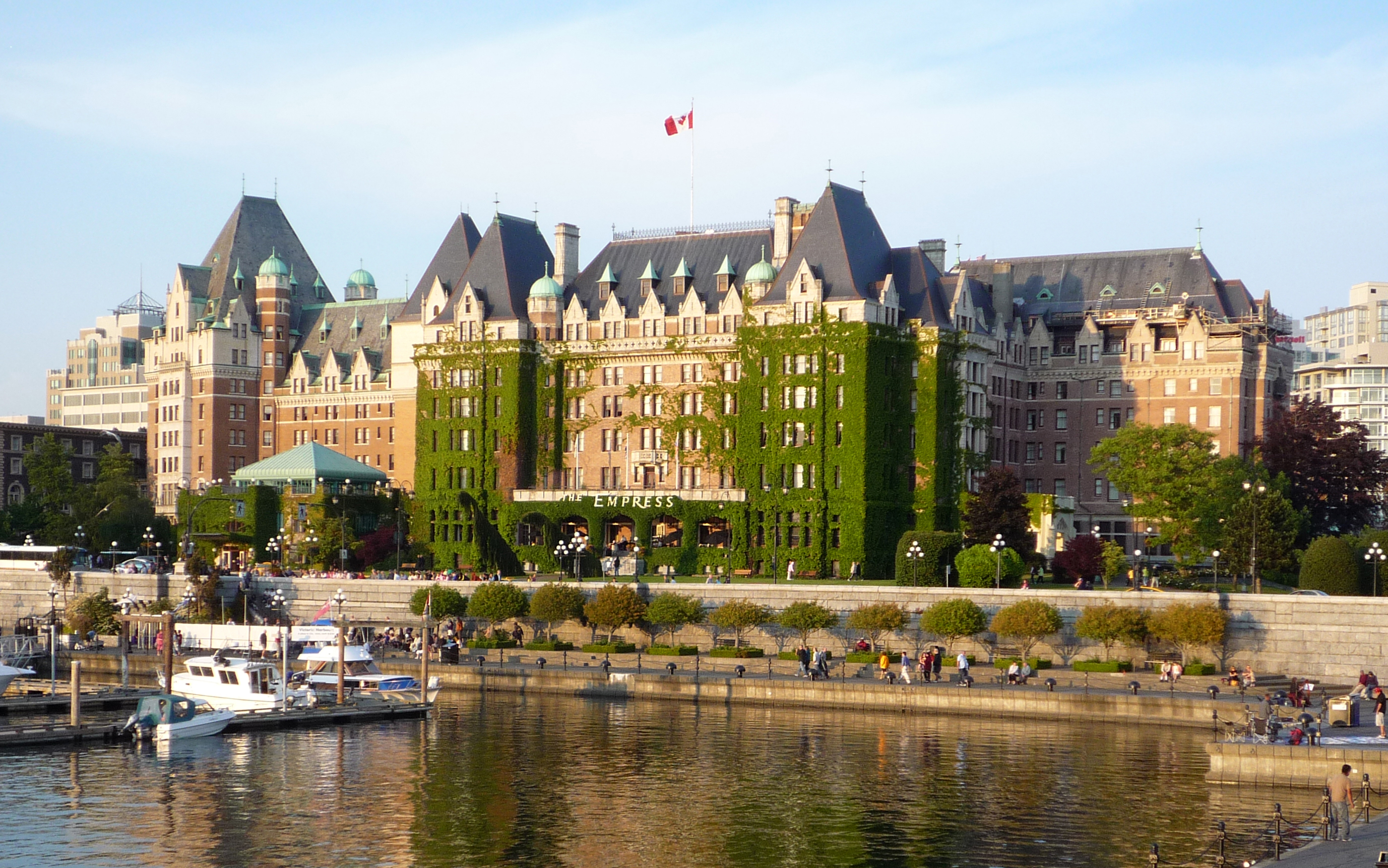
Hotel „The Empress“

Francis Mawson Rattenbury ([ˈfrɑːnsɪs ˈmɔːsʌn ˈrætˌnbriː] , * Oktober 1867 in Leeds; † 1935) war ein englischer Architekt, der vor allem in British Columbia bemerkenswerte Bauten entworfen hat.

## Karriere als Architekt
Rattenbury wurde im Oktober 1867 in Leeds geboren. Er begann seine Ausbildung zum Architekten 1884 bei „Lockwood und Mawson“, wo er bis zu seiner Übersiedelung nach Kanada arbeitete. 1891 kam er nach Vancouver in die junge kanadische Provinz British Columbia.
Unter einem Pseudonym gewann der gerade 25-jährige Rattenbury 1892 die Ausschreibung für den Bau des neuen Parlamentsgebäudes in Victoria. Das Parlament baute er in einem neo-romanischen, viktorianischen Stil, er selbst bezeichnete ihn als „freien klassischen Stil“. Obwohl er die veranschlagten Baukosten von 600.000 kanadischen Dollar um fast 400.000 Dollar überschritt, wurde das Gebäude 1898 eröffnet. Der Erfolg mit diesem Gebäude bescherte ihm zahlreiche weitere Aufträge in Victoria und British Columbia. Zu seinen bekanntesten Bauten zählt neben dem Parlament das Empress-Hotel in Victoria.

## Privates Leben und Ermordung
Genau so schnell wie seine Karriere begann, so schnell verblich allerdings auch wieder sein Ruhm. Er beteiligte sich zudem an Finanzspekulationen, wegen derer er mit seinen Geschäftspartnern in Streit geriet. Darüber hinaus bekam er private Probleme. 1923 verließ er seine erste Frau Florence, die er 1898 geheiratet hatte, und seine beiden Kinder wegen der 27-jährigen Alma Pakenham. Die Scheidung von Florence geriet zu einem Skandal, in dessen Folge er zeitweise Victoria verlassen musste. 1925 heiratete er Alma, nach der Geburt eines Sohnes zogen sie 1929 nach Bournemouth in England. In England führten seine finanziellen Probleme zur Zerrüttung der Ehe. Seine Frau begann eine Affäre mit George Percy Stoner, ihrem 18-jährigen Chauffeur. 
1935 wurde Rattenbury in seinem Wohnzimmer mit einem Holzhammer erschlagen. Seine Frau und Stoner wurden des Mordes angeklagt. Stoner wurde wegen Mordes zum Tod verurteilt, das Urteil wurde jedoch in lebenslange Freiheitsstrafe umgewandelt. Alma Rattenbury wurde freigesprochen, doch sie beging wenige Tage später Selbstmord.
Obwohl Rattenbury ein bemerkenswerter Architekt war, wurde er in einem namenlosen Grab auf einem Friedhof in Bournemouth beigesetzt. Erst 2007 errichtete ein Freund der Familie einen Grabstein als bleibendes Denkmal.

## Bauten (Auswahl)
- Parlament in Victoria (1893–1898, Erweiterungen 1913–1915)
- Vancouver Court House, 1906
- Court House, Nelson (Entworfen 1903, vollendet 1908)
- Empress Hotel, Victoria (1904–1908), Erweiterungen 1909–1914
- Canadian Pacific Railway Steamship Terminal, Victoria (1923–1924; heute das Royal London Wax Museum)